# ORP Śniardwy
ORP Śniardwy (645) – polski trałowiec redowy projektu projektu 207M zbudowany przez Stocznię Marynarki Wojennej w Gdyni, jako trzecia jednostka projektu 207M. Od momentu podniesienia bandery ORP Śniardwy pełni służbę w ramach 13 Dywizjonu Trałowców, podporządkowanego wpierw 9 Flotylli Obrony Wybrzeża a następnie od lipca 2006 roku 8 Flotylli Obrony Wybrzeża.

## Projekt i budowa
W połowie lat 60. XX wieku Polska Marynarka Wojenna znacznie rozbudowywała siły przeciwminowe, które liczyły 56 okrętów 5 typów, w tym dwa typu kutrów trałowych. Wraz z końcem lat 60. w Dowództwie Marynarki Wojennej (DMW) zrodziła się koncepcja budowy nowego typu trałowca redowego. W tym celu podjęto i przeprowadzono wiele analiz technicznych tak, że w 1968 roku opracowano wstępne wymagania taktyczno-techniczne nowych okrętów, których kadłuby miały być drewniane. Wkrótce jednak zarzucono tę koncepcję i rozpoczęto szereg prac naukowo-badawczych z zakresu konstrukcji i technologii okrętów z laminatów poliestrowo-szklanych (LPS), wyposażenia trałowego, czy też minimalizacji pól fizycznych. Na początku 1970 roku w Biurze Projektowo-Konstrukcyjnym Stoczni Północnej im. Bohaterów Westerplatte w Gdańsku, rozpoczęto prace projektowe nad nową jednostką małomagnetycznego trałowca redowego. Rolę głównego konstruktora sprawował mgr inż. Roman Kraszewski, którego później zastąpił mgr inż. Janusz Jasiński. Z ramienia Szefostwa Budowy Okrętów DMW nadzór sprawował kmdr Kazimierz Perzanowski. W tym samym roku ukończono analizę taktyczno-techniczno-ekonomiczną okrętu, który otrzymał numer projektowy 207 i jawny kryptonim Indyk.
Jednostka prototypowa, nosząca oznaczenie typ 207D ORP „Gopło”, została zwodowana 16 kwietnia 1981 w Stoczni Marynarki Wojennej w Gdyni. ORP Śniardwy był trzecią, ulepszoną w stosunku do projektu 207P jednostką z serii 207M (typu Mamry), zwodowano go 18 czerwca 1993 roku w Stoczni Marynarki Wojennej w Gdyni. Tego dnia miał też miejsce chrzest okrętu, matką chrzestną była Anna Komorowska.

## Opis
Jest to jednostka małomagnetyczna, przeznaczona do poszukiwania i niszczenia min morskich kontaktowych i niekontaktowych postawionych w zagrodach minowych lub pojedynczo. Ograniczenie pola magnetycznego osiągnięto głównie dzięki zastosowaniu w konstrukcji kadłuba i pokładówki laminatu poliestrowo-szklanego. Trałowiec „Śniardwy” projektu 207M stanowi zmodernizowaną wersję okrętów 207P (typu Gardno). Zastosowano na nim nowszej generacji wyposażenie hydrolokacyjne, trałowe oraz artyleryjskie.

## Służba
Banderę wojenną na ORP „Śniardwy” podniesiono 28 stycznia 1994 roku. Jednostka weszła do składu 13 Dywizjonu Trałowców 8 Flotylli Obrony Wybrzeża w Świnoujściu, początkowo należącego do 9 Flotylli Obrony Wybrzeża.
W listopadzie 1999 roku okręt brał udział w międzynarodowych manewrach BALTIC PORPOISE 99, wraz z trałowcem ORP „Gopło”, korwetą ORP „Kaszub” oraz okrętem podwodnym ORP „Wilk” na obszarze Morza Bałtyckiego, zaś w grudniu tego samego roku, jednostka wzięła udział ćwiczeniu POLISH PASSEX 99, wraz z niszczycielem min ORP „Mewa”, trałowcem ORP „Gopło” oraz stałym zespołem NATO MCM FORNORTH. 
W dniach 8-22 maja 2000 roku okręt brał udział w międzynarodowych manewrach BLUE GAME 00, wraz z niszczycielem min ORP „Mewa” i trałowcem ORP „Gopło” w rejonie Cieślin Duńskich i Morza Norweskiego, zaś w czerwcu tego samego roku jednostka reprezentowała Marynarkę Wojenną na międzynarodowych ćwiczeniach BALTOPS 00, wraz z ORP „Mewa” i trałowcem ORP „Wigry”.
We wrześniu 2001 okręt uczestniczył w międzynarodowej operacji OPEN SPIRIT 01 (operacja niszczenia pozostałych po I i II wojnie światowej niewybuchów), wraz z niszczycielem min ORP „Czajka” u wybrzeży Estonii. W okresie październik – listopad 2001 roku ORP „Śniardwy” wraz z niszczycielami min ORP „Czajka”, ORP „Flaming” oraz trałowcami OORP „Wigry”, „Mielno”, „Resko” i „Drużno” uczestniczył w sprawdzeniu wód poligonu pomiędzy Ustką a Wickiem Morskim. W dniach 5-20 czerwca 2003 roku okręt brał udział w międzynarodowych ćwiczeniach BALTOPS 03, wraz z trałowcem ORP „Wigry”, fregatą ORP „Gen. T. Kościuszko”, okrętem podwodnym ORP „Sęp” i okrętem transportowo- minowym ORP Gniezno. 19 marca 2004 roku wraz z trałowcami ORP „Wigry” i ORP „Wdzydze” oraz śmigłowcem ratowniczym Mi-14PS brał udział w akcji poszukiwania pilota samolotu Su-22, z którym to utracono kontakt (w ostateczności pilot został uratowany przez załogę śmigłowca).
W 2005 roku jednostka brała udział w ćwiczeniach MCM SQNEX, wraz z okrętami ORP „Czajka” (który był okrętem flagowym ćwiczeń), ORP „Flaming” oraz trałowcem ORP „Gopło”, zaś w dniach 3-20 czerwca tego samego roku „Śniardwy” uczestniczył w manewrach BALTOPS 05, wraz z trałowcem ORP „Gopło” i korwetą ORP „Kaszub”. 23 czerwca 2006 roku załoga wraz z okrętem brała udział w obchodach 87 rocznicy dnia zwycięstwa i uzyskania niepodległości przez Estonię. W czerwcu 2007 okręt uczestniczył w międzynarodowych ćwiczeniach BALTOPS 07, wraz z trałowcem ORP  „Wigry”, okrętem podwodnym ORP „Kondor” i dwoma śmigłowcami Mi-14PŁ. W październiku 2010 roku ORP „Śniardwy” uczestniczył w krajowych manewrach ANAKONDA 10, w maju 2011 w krajowych ćwiczeniach REKIN 11, a we wrześniu 2012 w krajowych manewrach ANAKONDA 12.
W maju maj 2014 roku okręt uczestniczył w międzynarodowych ćwiczeniach z dwoma francuskimi niszczycielami min FS L`AIGLE i FS CASSIOPEE na wodach Bałtyku. W dniach 9-21 czerwca 2014 roku okręt reprezentował Polską banderę w międzynarodowych ćwiczeniach BALTOPS 14, wraz z trałowcami ORP „Gopło”, ORP „Sarbsko”, ORP „Wicko”, niszczycielem min ORP „Flaming” (będącego w składzie zespołu SNMCMG 1) i ORP „Sęp”.
W miesiącach luty – marzec 2015 r. wraz z niszczycielem min ORP „Flaming” jednostka brała udział w operacji podniesienia z dna Zatoki Gdańskiej 14 niemieckich ćwiczebnych torped, które to następnie dostarczono na ląd, skąd przetransportowano jej na poligon, gdzie je zniszczono, zaś 22 kwietnia tego samego roku wraz z okrętami OORP „Flaming” i  „Gopło”, „Śniardwy” uczestniczył w operacji podniesienia, przeholowania a następnie zniszczenia dwóch spoczywających na dnie Zatoki Gdańskiej w rejonie Portu Gdynia niemieckich min GC.